# Ribeira (Puebla del Brollón)
Ribeira (llamada oficialmente A Ribeira) es una entidad de población española situada en la parroquia de Santalla de Rey, del municipio de Puebla del Brollón, en la provincia de Lugo, Galicia.

## Geografía
Está situado a 376 metros de altitud, en el margen derecho del río Cabe, al norte de Reguengo. 

## Demografía
No constan los datos demográficos de esta entidad de población ni en el INE español ni en el IGE gallego.

## Patrimonio
- Iglesia parroquial de Santa Eulalia.